# Buková (okres Trnava)
Buková (Hongaars:Bikszárd) is een Slowaakse gemeente in de regio Trnava, en maakt deel uit van het district Trnava.
Buková telt 665 inwoners.